# دودمان جین (۱۲۳۴–۱۱۱۵)
دودمان جین (به چینی: 金朝) یک دودمان امپراتوری برخاسته از مردم جورجی در چین بود که از سال ۱۱۱۵ تا ۱۲۳۴ بر نواحی شمالی چین کنونی حکمرانی می‌کرد. در انگلیسی برای اینکه این سلسله از دودمان جین قبلی (۴۲۰–۲۶۵ میلادی) تشخیص داده شود، به صورت کین نیز نوشته می‌شود.

## جنگ با مغول
جنگ مغول-کین میان سالهای ۱۲۱۱–۱۲۳۴ میلادی مابین امپراتوری مغول و مردم جورجی در شمال چین روی داد و به مدت ۲۳ سال ادامه داشت و عاقبت به سقوط سلسله کین به دست مغول انجامید. همچنین، با این پیروزی دامنه متصرفات مغولان تمام شمال چین را دربر گرفت.